# Куинси Овусу-Абейе
Вижте пояснителната страница за други личности с името Куинси.
Куинси Джеймс Овусу-Абейе (на английски: Quincy James Owusu-Abeyie), по-известен като Куинси, e ганайски футболист, роден в Амстердам, Холандия. Играе като нападател в Спартак Москва. Куинси е играл за младежкия национален отбор на Холандия, но от 2006 г. ФИФА обмисля желанието му да играе в националния отбор на Гана.